# Abell 754
Abell 754 — скопление галактик в созвездии Гидры, которое было сформировано в результате столкновения двух меньших скоплений. Это столкновение, которое началось около 300 миллионов лет назад, продолжается, и система по-прежнему возмущена. В конце концов, скопление достигнет равновесия через несколько миллиардов лет.